# Han Song-ho
Han Song-ho (...) è un ex calciatore nordcoreano, di ruolo portiere.